# 国際関係省 (カナダ)
国際関係省（こくさいかんけいしょう、英語：Global Affairs Canada、仏語：Affaires mondiales Canada）は、カナダ連邦政府内で、カナダの国際関係・外交に関する行政、規制、業務を司る省庁である。
2025年に発足したマーク・カーニー内閣では、外務・国際開発大臣がメラニー・ジョリー（Mélanie Joly）、国際貿易大臣がドミニク・ルブラン（Dominic LeBlanc）となっている。
法的名称は外務貿易開発省（Department of Foreign Affairs, Trade and Development）。

## 主な組織
国際関係省は下記の大臣、組織を管轄している。
- 外務大臣
  - 外務副大臣
  - 外務副大臣補佐
- 国際開発大臣
  - 国際開発副大臣
  - 国際開発副大臣上級補佐
    - 国際開発研究センター（International Development Research Centre）
- 国際貿易・輸出促進・小規模ビジネス・経済開発担当大臣
  - 貿易副大臣
    - 貿易事務局（Trade Commissioner Service）
    - カナダ輸出開発公社（Export Development Canada）
    - カナダ商業公社（Canadian Commercial Corporation）